# 4.º distrito local de Baja California
El 4.º distrito electoral local de Baja California es uno de los 17 distritos electorales en los que se encuentra dividido el territorio del estado de Baja California. Su cabecera es Mexicali.
Desde el proceso de redistritación de 2015, tras las elecciones de 2019, estará situado en el municipio de Mexicali, específicamente la zona oeste de la zona urbana.

## Distritaciones anteriores

### Distritación 1953
Originalmente el 4.º distrito correspondió al municipio de Tecate, posteriormente ocupó el territorio del municipio de Mexicali.

## Diputados electos
| Municipio | Legislatura | Diputado                          | Partido |
| --------- | ----------- | --------------------------------- | ------- |
| Tecate    | I           | Felipe Verdugo Amador             |         |
| Tecate    | II          | Ernesto Escandón Molina           |         |
| Tecate    | III         | Francisco Aguilar Espinosa        |         |
| Mexicali  | IV          | Víctor Quintero Robles            |         |
| Mexicali  | V           | Ramón Álvarez Cisneros            |         |
| Mexicali  | VI          | Eleuterio Arroyo Zamora           |         |
| Mexicali  | VII         | Pablo León Quintero               |         |
| Mexicali  | VIII        | Ramón López Zepeda                |         |
| Mexicali  | IX          | Gilberto Gutiérrez Bañaga         |         |
| Mexicali  | X           | Cándido Pelayo Beltrán            |         |
| Mexicali  | XI          | Armando Ruiz Valdez               |         |
| Mexicali  | XII         | Mario Alfonso Vindiola Velásquez  |         |
| Mexicali  | XIII        | Rosendo Montoya Lugo              |         |
| Mexicali  | XIV         | Leobardo Roa Halmecke             |         |
| Mexicali  | XV          | Miguel Guerrero Cruz              |         |
| Mexicali  | XVI         | José Félix Arango Pérez           |         |
| Mexicali  | XVII        | Francisco Rueda Gómez             |         |
| Mexicali  | XVIII       | Manuel Pons Agúndez               |         |
| Mexicali  | XIX         | Gina Cruz Blackledge              |         |
| Mexicali  | XX          | María del Rosario Rodríguez Rubio |         |
| Mexicali  | XXI         | Rosa Isela Peralta Casilla        |         |
| Mexicali  | XXII        | José Félix Arango Pérez           |         |
| Mexicali  | XXIII       | Eva Gricelda Rodríguez            |         |
| Mexicali  | XXIV        | Liliana Michel Sánchez Allende    |         |
| Mexicali  | XXV         | Liliana Michel Sánchez Allende    |         |